# Alberto Rinaldi (giocatore di baseball)
Alberto Rinaldi, detto Toro (Bologna, 27 luglio 1946), è un ex giocatore di baseball e allenatore di baseball italiano.
La sua maglia numero 20 è stata ritirata dalla Fortitudo nel 2000, mentre nel 2006 è stato inserito nella Hall of Fame del baseball italiano da parte della FIBS.

## Carriera

### Club
Cominciò a giocare a baseball da bambino, in un campo che si trovava di fronte alla sua abitazione, fuori Porta Lame, entrando da giovanissimo nella formazione delle Fiamme Oro. Esordì in Serie A nel 1961 con la Bazzanese. Nel 1964 venne notato da Reno de Benedetti, scout dei Cincinnati Reds, che gli propose di raggiungere gli Stati Uniti nella successiva stagione per giocare nella Florida State League: diventò il primo italiano a militare in una competizione nella patria del baseball. Dopo una sola annata, tuttavia, a causa di un infortunio dovette tornare in Italia. Inoltre a quel tempo era chiamato nel suo Paese per il servizio di leva: l’alternativa probabile sarebbe stata quella di combattere nella guerra del Vietnam.
L’esperienza in Florida gli permise comunque di velocizzare il gioco e migliorare in battuta. Giocò per tre anni al Parma, vincendo la classifica dei fuoricampo nel 1966 (12) e arrivando secondo con la sua squadra. Il trasferimento alla Fortitudo, club della sua città, avvenne nel 1969: Rinaldi contribuì alla conquista del primo scudetto della sua storia. Visse da protagonista il primo periodo d’oro della F, dal 1972 al 1974, con due scudetti, una Coppa Italia e la prima Coppa Campioni.
Si ritirò da giocatore nel 1981 per entrare subito nello staff tecnico fortitudino, quando allora era allenatore il suo amico Vincenzo “Vic” Luciani. Dopo lo scudetto del 1984, Rinaldi sostituì Luciani sul finire della stagione 1985, trionfando così da capo allenatore nella Coppa dei Campioni. A più riprese, il “Toro” continuò ad allenare fino al 1995.

### Nazionale
Fu chiamato in nazionale azzurra già per gli Europei 1964, dove l’Italia si arrese in finale ai Paesi Bassi. Continuò a giocare stabilmente nella nazionale maggiore fino al 1973.

## Palmarès

### Giocatore
- Campionati italiani: 4

Bologna: 1969, 1972, 1974, 1978
- Coppe Italia: 1

Bologna: 1973
- Coppa dei Campioni: 1

Bologna: 1973

### Allenatore
- Coppa dei Campioni: 1

Bologna: 1985